# Historische boeken
De term historische boeken slaat op een groep van 12 of meer (afhankelijk van denominatie) bijbelboeken in het Oude Testament van de christelijke Bijbel.:455 In het algemeen zijn dit de boeken Jozua tot en met 4 Makkabeeën, waarbij sommige kerkstromingen bepaalde boeken hebben weggelaten uit hun canon van de Bijbel.:ix

## Inhoud
De reeks boeken die door christenen zijn gecategoriseerd als "de historische boeken" is gebaseerd op de Septuaginta (LXX, ook wel het "Griekse Oude Testament" genoemd), niet de Hebreeuwse Bijbel, die een andere volgorde van bijbelboeken aanhoudt.:ix Branick (2011) stelde: 'De groepering lijkt te zijn gebaseerd op het narratieve karakter van alle boeken, waarvan sommige de grote gebeurtenissen in de geschiedenis van Israël beschrijven, terwijl andere personages beschrijven die in die geschiedenis zijn gesitueerd. Dit is de reeks die min of meer aangetroffen wordt in protestantse, katholieke en orthodoxe bijbels.':ix
De 4e-eeuwse christelijke bisschop Athanasius van Alexandrië was de eerste die deze verzameling bijbelboeken als "historiën" (oftewel "geschiedenissen") bestempelde.:309 Deze term is om drie redenen misleidend: 
1. De boeken zijn niet 'historisch' in de moderne zin van het woord, namelijk een poging om gebeurtenissen te beschrijven "zoals ze eigenlijk zijn geweest" (een term van Leopold von Ranke). In pre-moderne tijden werden 'historiën/geschiedenissen' meestal geschreven met didactische doeleinden (om lezers te instrueren hoe ze goed moesten leven), om de daden van een koning te rechtvaardigen of aan te tonen dat hij zijn koninklijke plichten had vervuld (officiële geschiedenissen/biografieën) of geschreven ter bevordering van allerlei religieuze of ideologische doeleinden.[1]:309
2. De boeken omvatten een breed scala aan genres en niet alleen 'historiën/geschiedenissen' (in de pre-moderne betekenis).[1]:309
3. Er zijn enkele boeken (zoals delen van Genesis, Exodus, Numeri, het begin van Deuteronomium en sommige Psalmen zoals 78, 105, 106, 107) die op sommige van de "historische boeken" lijken in de zin dat ze verhalen over het verleden bevatten, maar die boeken worden doorgaans elders in de Bijbel ingedeeld.[1]:309

De boeken leveren een verzameling van verhalen over de Israëlieten vanaf Jozua (dat vertelt hoe de Israëlieten Kanaän zouden hebben veroverd) tot na het einde van de Babylonische ballingschap in 539 v.Chr. Moderne wetenschappers denken dat wat er aan betrouwbaar materiaal te vinden is in deze bijbelboeken een periode van het einde van het tweede millennium tot in de 4e eeuw v.Chr. beschrijft, dat echter vaak pas lang na de vermeende gebeurtenissen is opgeschreven en naderhand nog verschillende keren geredigeerd. Bovendien waarschuwen ze ervoor dat het belangrijk is om te proberen feit en fictie van elkaar te onderscheiden en dat de term 'historische boeken' met een korreltje zout dient te worden genomen.:313

## Lijst
De historische boeken zijn volgens de katholieke, orthodoxe en protestantse canons als volgt::455
- - Jozua
  - Rechters of Richteren
  - Ruth
  - Samuel en Koningen
    - 1 Samuel
    - 2 Samuel
    - 1 Koningen
    - 2 Koningen

  - Kronieken en Ezra–Nehemia
    - 1 Kronieken
    - 2 Kronieken
    - Ezra (1 Esdras)
    - Nehemia (2 Esdras)
- Tobit (alleen in katholieke en orthodoxe canons)
- Judit of Judith (alleen in katholieke en orthodoxe canons)
- Ester of Esther

- Sommige boeken van de Makkabeeën:
  - 1 Makkabeeën (alleen in katholieke en orthodoxe canons)
  - 2 Makkabeeën (alleen in katholieke en orthodoxe canons)
  - 3 Makkabeeën (alleen in orthodoxe canons)
  - 4 Makkabeeën (niet-canoniek volgens protestantse, katholieke en oosters-orthodoxe kerken. Het Concilie van Trente (katholiek) en het Concilie van Trullo (oosters-orthodox) hebben het uitgesloten, maar Grieks-orthodoxe en Georgisch-orthodoxe bijbels hebben het opgenomen in edities zonder het boek officieel als canoniek te hebben erkend.)
- 3 Esdras ("3 Esdras" wordt soms opgenomen in Russische en Georgische bijbels, maar is niet als canoniek erkend door enige kerk.)